# Antoine Spire
Antoine Spire (París, 31 de marzo de 1946) es un periodista francés.
Fue director del Departamento de Investigación en Ciencias Humanas del Instituto Nacional del Cáncer ("Institut national du cancer").
También es facilitador y coordinador de congresos nacionales y encuentros culturales. Es asesor editorial del diario Le Monde, Le Monde de l'éducation, periodista de La Vie y colabora con varias publicaciones de la asociación.
Autor de libros, participó también en numerosas obras de divulgación creadas en colaboración con intelectuales como Pierre Bourdieu, Jacques Derrida, George Steiner, Edgar Morin.
Antoine Spire se graduó en la HEC Paris.